# Castelferretti
Castelferretti is een plaats (frazione) in de Italiaanse gemeente Falconara Marittima.